# Малый Перевоз (Шишацкий район)
Малый Перевоз (укр. Малий Перевіз) — село,
Куйбышевский сельский совет,
Шишацкий район,
Полтавская область,
Украина.
Код КОАТУУ — 5325782705. Население по переписи 2001 года составляло 93 человека.

## Географическое положение
Село Малый Перевоз находится на левом берегу реки Псёл, в месте впадения в неё реки Стеха,
ниже по течению примыкает село Покровское.
Река в этом месте извилистая, образует лиманы, старицы и заболоченные озёра.